# 包爾庚
包尔庚，字長明，號宜壑，直隶松江府华亭县（今上海市松江区）人。明末官员。

## 生平
崇禎九年（1636年）丙子科應天鄉試舉人，崇祯十年（1637年）聯捷丁丑科进士。兵部觀政，十三年授官广东罗定州知州，十五年本省同考，入为兵科给事中，以母老乞养归里。清初，朝廷征访山林隐逸，有巡抚土国宝推荐，辞不赴。一日，端坐朗吟：“千秋大业今家计，万里清风昔宦游。”合掌瞑目而逝。

## 家族
曾祖父包孝，乙未進士，南京河南道御史，累贈太仆寺少卿；祖父包林芳，河南布政司都事；父包文煌，庠生。

## 著作
曾应知府郭廷弼之聘，修纂《松江府志》。工書法，有《直木居诗集》。